# تيتش
تيتش (بالإنجليزية: TEACCH) هو برنامج لعلاج وتعليم الأطفال المصابين بالتوحد وذوي الإعاقة في مجال التواصل.

## التاريخ
وقد تم تطوير هذا النهج TEACCH في جامعة ولاية كارولينا الشمالية، التي تنشأ في مشروع بحثي الطفل التي بدأت في عام 1964 من قبل إيريك شوبلر وروبرت ريتشلر. وأشارت نتائج هذه الدراسة التجريبية [1] أن الأطفال المشاركين إحراز تقدم جيد، وبالتالي تمويل الدولة تدعم تشكيل قسم TEACCH. [2] تأسست في عام 1971 من قبل إيريك شوبلر في جامعة نورث كارولينا في تشابل هيل، TEACCH يوفر التدريب والخدمات الموجهة لمساعدة الأطفال المصابين بالتوحد وأسرهم على التعامل مع هذه الحالة. [2] [3] غاري B. ميسيبوف، وهو أستاذ وباحث في برنامج تيشش ونك منذ عام 1979، كان مدير البرنامج من 1992 إلى 2010. [4] [5] مع أكثر من 40 عاما من الخبرة في العمل مع المصابين بالتوحد، تواصل منهجية TEACCH في التطور، صقل نهجها. [2] [3] وهو برنامج «رائد» للمساعدة في التعليم اضطراب طيف التوحد والبحوث وتقديم الخدمات للأطفال والكبار.

## نظرة عامة
تعترف فلسفة TEACCH التوحد كشرط مدى الحياة، ولا تهدف إلى علاج ولكن للرد على التوحد كثقافة. [2] وتشمل المبادئ الأساسية لفلسفة TEACCH فهم آثار التوحد على الأفراد؛ استخدام التقييم للمساعدة في تصميم البرامج حول نقاط القوة والمهارات والمصالح والاحتياجات الفردية؛ تمكين الفرد من أن يكون مستقلا قدر الإمكان؛ والعمل بالتعاون مع أولياء الأمور والأسر. 

## الاستراتيجيات
التركيز على التفرد يعني أن TEACCHلا يميز بين الناس ذوي مستويات عالية جدا من المهارة والذين يعانون من صعوبات التعلم. تم تصميم الاستراتيجيات المستخدمة لمعالجة الصعوبات التي يواجهها جميع الأشخاص الذين يعانون من التوحد، وتكون قابلة للتكيف مع أي نمط ودرجة مطلوب الدعم. [2] TEACCH جذورها في العلاج السلوكي، والجمع بين العناصر المعرفية في الآونة الأخيرة، [7] تسترشد النظريات التي تشير إلى أن السلوك نموذجي من الناس الذين يعانون من التوحد ينتج عن المشاكل الكامنة في الإدراك والفهم. لا تعمل الاستراتيجيات التي طرحها تيشش على السلوك مباشرة، ولكن على أسبابها الكامنة، مثل عدم فهم ما يتوقع من الشخص القيام به أو ما سيحدث لهم المقبل، والحسية تحت أو الإفراط في التحفيز. [8] من خلال معالجة العجز في الاتصالات، سيتم دعم الشخص للتعبير عن احتياجاتهم ومشاعرهم عن طريق وسائل أخرى غير السلوك الصعبة. [9] العمل من فرضية أن الأشخاص الذين يعانون من التوحد هم في الغالب المتعلمين البصرية، وتستند استراتيجيات التدخل حول البنية المادية والبصرية، والجداول الزمنية، وأنظمة العمل وتنظيم المهام. وتهدف النظم الفردية إلى معالجة الصعوبات في الاتصال والتنظيم والتعميم والمفاهيم والمعالجة الحسية والتغيير والارتباط بالآخرين ([10]). وفي حين أن بعض التدخلات تركز على معالجة نقاط الضعف، فإن نهج TEACCH يعمل مع نقاط القوة الحالية والمهارات الناشئة. [6] [11] الاعتراف الدولي [عدل] معظم الأدب هو من أصل أمريكا الشمالية. وقد تم اعتماد نهج TEACCH أبطأ في أماكن أخرى. في عام 1993، جونز وآخرون [12] وذكر أن هناك استخدام غير كاف للنهج TEACCH في المملكة المتحدة لإدراجه في دراستهم من التدخلات. [13] في عام 2003 ذكر أن غاري B ميزيبوف وإيريك شوبلر وصف TEACCH كما تدخل الأكثر شيوعا في المملكة المتحدة تستخدم مع الأطفال المصابين بالتوحد. في أوروبا والولايات المتحدة هو أيضا تدخل مشترك. [14] يدير TEACCH المؤتمرات في ولاية كارولينا الشمالية، وتنظم برامج في جميع أنحاء الولايات المتحدة الأمريكية والمملكة المتحدة. [2] [15]

## البحوث
TEACCH يعمل لعدة عقود، وتشير مجموعة من الدراسات إلى أنه تدخل فعال للتوحد، على الرغم من أن الدراسات لم تستوف جميع المعايير لتأهيل TEACCHدون تحفظ كممارسة قائمة على الأدلة. [16] [17] وقد أثيرت شواغل بشأن التأثير على نتائج التدخل من مهارات الموظفين وخبراتهم ([18]). «التدريس المنظم هو أولوية هامة بسبب البحوث TEACCH والخبرة التي هيكل يناسب» ثقافة التوحد «أكثر فعالية من أي تقنيات أخرى لاحظنا. إن تنظيم البيئة المادية، وتطوير الجداول الزمنية وأنظمة العمل، وجعل التوقعات واضحة وصريحة، واستخدام المواد البصرية كانت طرقا فعالة لتطوير المهارات والسماح للأشخاص المصابين بالتوحد باستخدام هذه المهارات بشكل مستقل عن دفع الكبار مباشرة وكوينغ. هذه الأولويات ذات أهمية خاصة للطلاب الذين يعانون من التوحد الذين غالبا ما يعوقهم عدم قدرتهم على العمل بشكل مستقل في مجموعة متنوعة من الحالات. التدريس المنظم لا يقول شيئا عن حيث يجب أن يكون الناس الذين يعانون من التوحد متعلمين؛ وهذا قرار يستند إلى مهارات واحتياجات كل طالب على حدة. ويمكن لبعضهم العمل بفعالية والاستفادة من البرامج التعليمية العادية، في حين أن البعض الآخر سوف تحتاج الفصول الدراسية الخاصة لجزء أو كل من اليوم حيث البيئة المادية والمناهج الدراسية والموظفين يمكن تنظيمها والتلاعب بها لتعكس الاحتياجات الفردية.» وبصرف النظر عن اثنين من الدراسات الختامية [19] [20] معظم النتائج تتعلق باستخدام TEACCH مع الأشخاص الذين يعانون من صعوبات التعلم إضافية، وتركز معظم الدراسات مع الأطفال. [بحاجة لمصدر] ويمكن اعتبار نهج التدريس منظمTEACCH الجمع بين مجموعة من الأجهزة الاصطناعية لدعم الفرد مع التوحد لإدارة حياتهم بشكل مستقل قدر الإمكان. شكوبلر وآخرون. [21] حددت دراسات عن طرق مختلفة لاستخدام التدريس المنظم في البرامج التعليمية غيرTEACCH مع الأطفال مع مجموعة من التشخيصات. كل هذه الدراسات [22] [23] [24] يتم الإبلاغ عنها على أنها تدعم فعالية التدريس المنظم.

### الدراسات
شوبلر، بريهم، كينسبورن وريكلر [25] مقارنة أربعة أطفال يعانون من التوحد في أوضاع التدريس منظم وغير منظم. ووجدوا أن اثنين من الأطفال تعلموا أكثر في حالات منظمة، هؤلاء هم أولئك الأطفال في مراحل النمو السابقة. ويدعم هذه النتائج من قبل دراسة مقارنة أكبر [26] في مجموعة من ثلاثة إعدادات مع مستويات مختلفة من الهيكل. ومع ذلك، فإن وجود مستوى أعلى من معدل الذكاء الأولي (66) في المجموعة المنظمة مقارنة بمجموعات المقارنة (48 و 52) قد يكون له تأثيره. [26] سكوبلر وآخرون. [27] تقارير الوالدين عن فعالية التدريس المنظم ضمن برنامج TEACCH. وتم تحليل استبيانات من 348 أسرة تم إنجازها بين عامي 1966 و 1977. أفادت 96٪ من الأسر التي لديها أطفال أكبر سنا بأن أطفالهم لا يزالون يعيشون في المجتمع المحلي. هذا بالمقارنة بين 26٪ و 61٪ من المراهقين المصابين بالتوحد في دراسات المتابعة المعاصرة في أماكن أخرى. [27] في دراسة مقارنة سلوك الأطفال المصابين بالتوحد في الفترة بين الإحالة إلى طبيب نفسي والتشخيص مع سلوكهم خلال فترة زمنية مماثلة بعد تنفيذ التدريس المنظم من قبل الآباء، ذكرت شورت [28] انخفاضا كبيرا في السلوكيات غير الملائمة. [ 28] أوزونوف وكاثكارت [29] درس مجموعتين من 11 طفلا يقابلها التشخيص والعمر وشدة التوحد. وقد وفرت إحدى المجموعات رقابة، ولم تتلق سوى برنامجا تجريبيا قائما على المدرسة الابتدائية، في حين تلقت المجموعة التجريبية برنامجا إضافيا من برنامج TEACCH لمدة 4 أشهر. وقد تبين من قبل وبعد الاختبار باستخدام بيب-R [30] أن المجموعة التجريبية حققت تحسنا عاما 3 إلى 4 مرات أكبر من المجموعة الضابطة في المهارات الحركية والتقليد والمهارات المفاهيمية غير اللفظية. [29] وهناك انتقاد لقاعدة أدلة TEACCHهو عدم وجود دراسات مستقلة. ومع ذلك هناك عدد من الدراسات، لا سيما من أوروبا واليابان موجودة. نوتومي [31] تقارير عن خمس دراسات حالة باستخدام التدخلات TEACCH في اليابان. في كل حالة، تم الإبلاغ عن السلوك (تكرار إفراغ مربع لعبة، تجريد في الصف، إنكوبريسيس، رمي الملابس من شرفة شاهقة، نظم الري الفيضانات) بنجاح. ومع ذلك لم تكن هذه التجارب خاضعة للرقابة ولم تستخدم أي أداة موحدة لتقييم الأهداف. [بحاجة لمصدر] كيلينن وآخرون. [32] وجدت أن 43.9٪ من 187 طفلا يعانون من التوحد بين 3 و 18 سنة في دراستهم في شمال فنلندا كانوا يتلقون TEACCH. على الرغم من أن بعض التحسن قد تم الإبلاغ عنه، إلا أن النتائج لم تكن أعلى بكثير من أي تدخل آخر تم تحديده في الدراسة، وتساءلت أكثر من حقيقة أن 82.9٪ من هؤلاء في الدراسة كانوا يتلقون أكثر من تدخل واحد. وبالمثل شيهى [33] العثور على تحسينات كبيرة في مجموعة من المحركات، الإدراك ومهارات الإدراك يعمل لعدة عقود، وتشير مجموعة من الدراسات إلى أنه تدخل فعال للتوحد، على الرغم من أن الدراسات لم تستوف جميع المعايير لتأهيل TEACCH دون تحفظ كممارسة قائمة على الأدلة. [16] [17] وقد أثيرت شواغل بشأن التأثير على نتائج التدخل من مهارات الموظفين وخبراتهم ([18]). «التدريس المنظم هو أولوية هامة بسبب البحوث TEACCHوالخبرة التي هيكل يناسب» ثقافة التوحد «أكثر فعالية من أي تقنيات أخرى لاحظنا. إن تنظيم البيئة المادية، وتطوير الجداول الزمنية وأنظمة العمل، وجعل التوقعات واضحة وصريحة، واستخدام المواد البصرية كانت طرقا فعالة لتطوير المهارات والسماح للأشخاص المصابين بالتوحد باستخدام هذه المهارات بشكل مستقل عن دفع الكبار مباشرة وكوينغ. هذه الأولويات ذات أهمية خاصة للطلاب الذين يعانون من التوحد الذين غالبا ما يعوقهم عدم قدرتهم على العمل بشكل مستقل في مجموعة متنوعة من الحالات. التدريس المنظم لا يقول شيئا عن حيث يجب أن يكون الناس الذين يعانون من التوحد متعلمين؛ وهذا قرار يستند إلى مهارات واحتياجات كل طالب على حدة. ويمكن لبعضهم العمل بفعالية والاستفادة من البرامج التعليمية العادية، في حين أن البعض الآخر سوف تحتاج الفصول الدراسية الخاصة لجزء أو كل من اليوم حيث البيئة المادية والمناهج الدراسية والموظفين يمكن تنظيمها والتلاعب بها لتعكس الاحتياجات الفردية.» وبصرف النظر عن اثنين من الدراسات الختامية [19] [20] معظم النتائج تتعلق باستخدام تيشش مع الأشخاص الذين يعانون من صعوبات التعلم إضافية، وتركز معظم الدراسات مع الأطفال. [بحاجة لمصدر] ويمكن اعتبار نهج التدريس منظم تيشش الجمع بين مجموعة من الأجهزة الاصطناعية لدعم الفرد مع التوحد لإدارة حياتهم بشكل مستقل قدر الإمكان. شكوبلر وآخرون. [21] حددت دراسات عن طرق مختلفة لاستخدام التدريس المنظم في البرامج التعليمية غيرTEACCH مع الأطفال مع مجموعة من التشخيصات. كل هذه الدراسات [22] [23] [24] يتم الإبلاغ عنها على أنها تدعم فعالية التدريس المنظم. [بحاجة لمصدر] الدراسات [عدل] شوبلر، بريهم، كينسبورن وريكلر [25] مقارنة أربعة أطفال يعانون من التوحد في أوضاع التدريس منظم وغير منظم. ووجدوا أن اثنين من الأطفال تعلموا أكثر في حالات منظمة، هؤلاء هم أولئك الأطفال في مراحل النمو السابقة. ويدعم هذه النتائج من قبل دراسة مقارنة أكبر [26] في مجموعة من ثلاثة إعدادات مع مستويات مختلفة من الهيكل. ومع ذلك، فإن وجود مستوى أعلى من معدل الذكاء الأولي (66) في المجموعة المنظمة مقارنة بمجموعات المقارنة (48 و 52) قد يكون له تأثيره. [26] سكوبلر وآخرون. [27] تقارير الوالدين عن فعالية التدريس المنظم ضمن برنامج TEACCH. وتم تحليل استبيانات من 348 أسرة تم إنجازها بين عامي 1966 و 1977. أفادت 96٪ من الأسر التي لديها أطفال أكبر سنا بأن أطفالهم لا يزالون يعيشون في المجتمع المحلي. هذا بالمقارنة بين 26٪ و 61٪ من المراهقين المصابين بالتوحد في دراسات المتابعة المعاصرة في أماكن أخرى. [27] في دراسة مقارنة سلوك الأطفال المصابين بالتوحد في الفترة بين الإحالة إلى طبيب نفسي والتشخيص مع سلوكهم خلال فترة زمنية مماثلة بعد تنفيذ التدريس المنظم من قبل الآباء، ذكرت شورت [28] انخفاضا كبيرا في السلوكيات غير الملائمة. [ 28] أوزونوف وكاثكارت [29] درس مجموعتين من 11 طفلا يقابلها التشخيص والعمر وشدة التوحد. وقد وفرت إحدى المجموعات رقابة، ولم تتلق سوى برنامجا تجريبيا قائما على المدرسة الابتدائية، في حين تلقت المجموعة التجريبية برنامجا إضافيا من برنامج TEACCHلمدة 4 أشهر. وقد تبين من قبل وبعد الاختبار باستخدام بيب-R [30] أن المجموعة التجريبية حققت تحسنا عاما 3 إلى 4 مرات أكبر من المجموعة الضابطة في المهارات الحركية والتقليد والمهارات المفاهيمية غير اللفظية. [29] وهناك انتقاد لقاعدة أدلة TEACCHهو عدم وجود دراسات مستقلة. ومع ذلك هناك عدد من الدراسات، لا سيما من أوروبا واليابان موجودة. نوتومي [31] تقارير عن خمس دراسات حالة باستخدام التدخلات TEACCHفي اليابان. في كل حالة، تم الإبلاغ عن السلوك (تكرار إفراغ مربع لعبة، تجريد في الصف، إنكوبريسيس، رمي الملابس من شرفة شاهقة، نظم الري الفيضانات) بنجاح. ومع ذلك لم تكن هذه التجارب خاضعة للرقابة ولم تستخدم أي أداة موحدة لتقييم الأهداف. [بحاجة لمصدر] كيلينن وآخرون. [32] وجدت أن 43.9٪ من 187 طفلا يعانون من التوحد بين 3 و 18 سنة في دراستهم في شمال فنلندا كانوا يتلقون TEACCH. على الرغم من أن بعض التحسن قد تم الإبلاغ عنه، إلا أن النتائج لم تكن أعلى بكثير من أي تدخل آخر تم تحديده في الدراسة، وتساءلت أكثر من حقيقة أن 82.9٪ من هؤلاء في الدراسة كانوا يتلقون أكثر من تدخل واحد. وبالمثل شيهى [33] العثور على تحسينات كبيرة في مجموعة من المحركات، الإدراك ومهارات الإدراكيعمل لعدة عقود، وتشير مجموعة من الدراسات إلى أنه تدخل فعال للتوحد، على الرغم من أن الدراسات لم تستوف جميع المعايير لتأهيلTEACCH دون تحفظ كممارسة قائمة على الأدلة. [16] [17] وقد أثيرت شواغل بشأن التأثير على نتائج التدخل من مهارات الموظفين وخبراتهم ([18]). «التدريس المنظم هو أولوية هامة بسبب البحوث TEACCH والخبرة التي هيكل يناسب» ثقافة التوحد «أكثر فعالية من أي تقنيات أخرى لاحظنا. إن تنظيم البيئة المادية، وتطوير الجداول الزمنية وأنظمة العمل، وجعل التوقعات واضحة وصريحة، واستخدام المواد البصرية كانت طرقا فعالة لتطوير المهارات والسماح للأشخاص المصابين بالتوحد باستخدام هذه المهارات بشكل مستقل عن دفع الكبار مباشرة وكوينغ. هذه الأولويات ذات أهمية خاصة للطلاب الذين يعانون من التوحد الذين غالبا ما يعوقهم عدم قدرتهم على العمل بشكل مستقل في مجموعة متنوعة من الحالات. التدريس المنظم لا يقول شيئا عن حيث يجب أن يكون الناس الذين يعانون من التوحد متعلمين؛ وهذا قرار يستند إلى مهارات واحتياجات كل طالب على حدة. ويمكن لبعضهم العمل بفعالية والاستفادة من البرامج التعليمية العادية، في حين أن البعض الآخر سوف تحتاج الفصول الدراسية الخاصة لجزء أو كل من اليوم حيث البيئة المادية والمناهج الدراسية والموظفين يمكن تنظيمها والتلاعب بها لتعكس الاحتياجات الفردية.» وبصرف النظر عن اثنين من الدراسات الختامية [19] [20] معظم النتائج تتعلق باستخدامTEACCH مع الأشخاص الذين يعانون من صعوبات التعلم إضافية، وتركز معظم الدراسات مع الأطفال. [بحاجة لمصدر] ويمكن اعتبار نهج التدريس منظم تيشش الجمع بين مجموعة من الأجهزة الاصطناعية لدعم الفرد مع التوحد لإدارة حياتهم بشكل مستقل قدر الإمكان. شكوبلر وآخرون. [21] حددت دراسات عن طرق مختلفة لاستخدام التدريس المنظم في البرامج التعليمية غير تيشش مع الأطفال مع مجموعة من التشخيصات. كل هذه الدراسات [22] [23] [24] يتم الإبلاغ عنها على أنها تدعم فعالية التدريس المنظم. [بحاجة لمصدر] الدراسات [عدل] شوبلر، بريهم، كينسبورن وريكلر [25] مقارنة أربعة أطفال يعانون من التوحد في أوضاع التدريس منظم وغير منظم. ووجدوا أن اثنين من الأطفال تعلموا أكثر في حالات منظمة، هؤلاء هم أولئك الأطفال في مراحل النمو السابقة. ويدعم هذه النتائج من قبل دراسة مقارنة أكبر [26] في مجموعة من ثلاثة إعدادات مع مستويات مختلفة من الهيكل. ومع ذلك، فإن وجود مستوى أعلى من معدل الذكاء الأولي (66) في المجموعة المنظمة مقارنة بمجموعات المقارنة (48 و 52) قد يكون له تأثيره. [26] سكوبلر وآخرون. [27] تقارير الوالدين عن فعالية التدريس المنظم ضمن برنامج TEACCH. وتم تحليل استبيانات من 348 أسرة تم إنجازها بين عامي 1966 و 1977. أفادت 96٪ من الأسر التي لديها أطفال أكبر سنا بأن أطفالهم لا يزالون يعيشون في المجتمع المحلي. هذا بالمقارنة بين 26٪ و 61٪ من المراهقين المصابين بالتوحد في دراسات المتابعة المعاصرة في أماكن أخرى. [27] في دراسة مقارنة سلوك الأطفال المصابين بالتوحد في الفترة بين الإحالة إلى طبيب نفسي والتشخيص مع سلوكهم خلال فترة زمنية مماثلة بعد تنفيذ التدريس المنظم من قبل الآباء، ذكرت شورت [28] انخفاضا كبيرا في السلوكيات غير الملائمة. [ 28] أوزونوف وكاثكارت [29] درس مجموعتين من 11 طفلا يقابلها التشخيص والعمر وشدة التوحد. وقد وفرت إحدى المجموعات رقابة، ولم تتلق سوى برنامجا تجريبيا قائما على المدرسة الابتدائية، في حين تلقت المجموعة التجريبية برنامجا إضافيا من برنامج TEACCH لمدة 4 أشهر. وقد تبين من قبل وبعد الاختبار باستخدام بيب-R [30] أن المجموعة التجريبية حققت تحسنا عاما 3 إلى 4 مرات أكبر من المجموعة الضابطة في المهارات الحركية والتقليد والمهارات المفاهيمية غير اللفظية. [29] وهناك انتقاد لقاعدة أدلة TEACCH هو عدم وجود دراسات مستقلة. ومع ذلك هناك عدد من الدراسات، لا سيما من أوروبا واليابان موجودة. نوتومي [31] تقارير عن خمس دراسات حالة باستخدام التدخلات TEACCHفي اليابان. في كل حالة، تم الإبلاغ عن السلوك (تكرار إفراغ مربع لعبة، تجريد في الصف، إنكوبريسيس، رمي الملابس من شرفة شاهقة، نظم الري الفيضانات) بنجاح. ومع ذلك لم تكن هذه التجارب خاضعة للرقابة ولم تستخدم أي أداة موحدة لتقييم الأهداف. [بحاجة لمصدر] كيلينن وآخرون. [32] وجدت أن 43.9٪ من 187 طفلا يعانون من التوحد بين 3 و 18 سنة في دراستهم في شمال فنلندا كانوا يتلقون TEACCH. على الرغم من أن بعض التحسن قد تم الإبلاغ عنه، إلا أن النتائج لم تكن أعلى بكثير من أي تدخل آخر تم تحديده في الدراسة، وتساءلت أكثر من حقيقة أن 82.9٪ من هؤلاء في الدراسة كانوا يتلقون أكثر من تدخل واحد. وبالمثل شيهى [33] العثور على تحسينات كبيرة في مجموعة من المحركات، الإدراك ومهارات الإدراك

## وجهات نظر فعالية البرنامج
وأكدت النتائج التي تدعم فعالية برامج في دراسة لاحقة مقارنة برنامج TEACCHإلى برنامج المدرسة الإيطالية العادية (وليس التوحد محددة) في دراسة تقييمية من قبل بانيراي، فيرانتي وزينغال. وقد تم تخصيص ستة عشر مشاركا لمجموعتين يتطابقان مع العمر والجنس والذكاء والتشخيص. وتمت إدارة بيب-R وفينيلاند التكيف السلوك جداول (فابس) في خط الأساس وبعد فترة سنة واحدة. وقد أظهرت نتائج اختبار بيب-R للمجموعة التجريبية (TEACCH) زيادة ذات دلالة إحصائية في جميع الفئات ما عدا المهارات الحركية الدقيقة. وأظهرت نتائج مجموعة السيطرة زيادة في التنسيق بين العين والعين فقط. وأظهرت نتائج فابس تحسنا كبيرا إحصائيا في إجمالي المهارات اليومية للمعيشة لكلتا المجموعتين، ولكن فقط في المجموعة التجريبية للمجموع الكلي. لم يكن هناك تغيير كبير في السلوك الصعبة لكل من المجموعة، على الرغم من أن دراسة سابقة تقييم استخدام TEACCHمع 18 طفلا ومراهقا يعانون من التوحد ذكرت انخفاضا ملحوظا في السلوكيات الصعبة خلال الأنشطة المنظمة مقارنة مع خلال الأنشطة غير المهيكلة. على الرغم من أن هذه الدراسة لم تستخدم مجموعة السيطرة، وجد الباحثون التحسينات الشاملة في السلوك والاتصالات بعد 12 شهرا و 18 شهرا من برنامج تيشش.
جنبا إلى جنب مع قضايا سلامة العلاج أبرزت في بعض الدراسات المستقلة (على سبيل المثال، العلاج الانجراف قد تؤثر أيضا على صحة النتيجة. خارج البيئة الخاضعة للرقابة من خدمات TEACCHشعبة، وقد اقترح نموذج لدعم سلامة الاستراتيجيات من غرفة التدريب لممارسة من قبل تشاتوين وراتلي.
يصف الأردن الأدبيات حول TEACCHبأنها تقدم «نتائج إيجابية جدا، ولكن ليست لافتة للنظر». [43] وعلى الرغم من وجود دراسات تشمل مجموعات مراقبة (مثل [29] [39]، فإن التحقق العلمي الشامل لنهج TEACCHنادر. ومع ذلك، لم تكن هناك دراسة موضوعية وجدت أنها غير فعالة أو ضارة ولا تؤدي إلى عواقب غير مقصودة.
من الاستعراضات المنشورة من التدخلات للأشخاص الذين يعانون من التوحد يمكن التوصل إلى توافق في الآراء من الميزات الفعالة. وتشمل هذه المشاركة الوالدين، والتدخل المبكر، وتطوير مهارات الاتصال، والاهتمام المشترك والفهم الاجتماعي؛ واستخدام نقاط القوة والمصالح الفردية. وبهذه الشروط تستخدم منهجية TEACCHالتقنيات المناسبة لمعالجة القضايا المناسبة.
وأظهر تحليل تلوي أجري مؤخرا جمع جميع التجارب السريرية ل تيشش أن لديها آثار صغيرة أو معدومة على الأداء الإدراكي والحركي واللفظي والمعرفي والحركي، ومهارات الاتصال، وأنشطة الحياة اليومية. كانت هناك آثار إيجابية في السلوك الاجتماعي وغير الملائم، ولكن هذه تتطلب المزيد من تكرار بسبب القيود المنهجية من مجموعة من الدراسات التي تم تحليلها. هذه النتائج، التي نشرت في واحدة من أعرق ودقيقة علم النفس السريري المجلات، يثير تساؤلات حول استنتاجات الاستعراضات التي لا تستخدم الطرق القياسية لتجميع الأدلة العلمية

## روابط خارجية
- The program web site at University of North Carolina
- A basic overview of TEACCH by Paul Trehin of Autisme France
- All join in - Ideas for structuring learning for children with autistic spectrum disorders

قالب:صندوق معلومات تجهيزات مخبرية